# 近代希臘

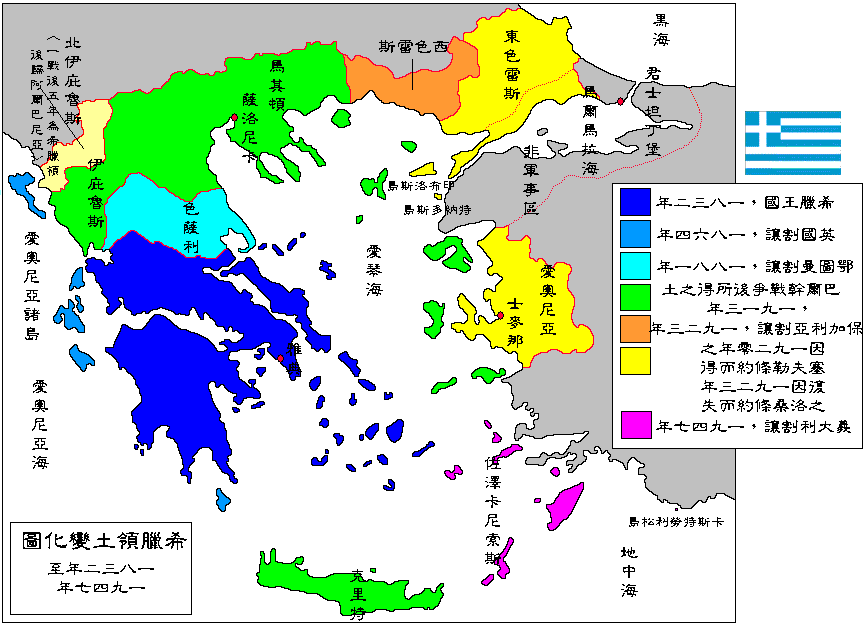
希腊1821年到1947年的领土扩张，包括希腊在1919年得到又在1923年失去的领土。

希腊近现代史从19世纪初的希腊独立战争（Greek War of Independence，1821-1829）开始，直至当代，共200年的时间。
希腊近现代史先后包含了如下时期：希腊独立战争（1821-1829）、希腊第一共和国（1822-1832）、希腊王国（1832-1924）、希腊第二共和国（1924-1935）、复辟时期（1935-1941）、第二次世界大战时期（1941-1944）、希腊内战（1944-1949）、战后时期（1949-1967）、希腊军政府时期（1967-1974）、希腊第三共和国（1974-）。